# Izquierda Nacionalista Canaria
Izquierda Nacionalista Canaria (INC) fou un partit polític canari sorgit de la Confederació Autònoma Nacionalista Canària, una escissió d'Unión del Pueblo Canario (UPC). A les eleccions al Parlament de Canàries de 1987 es presentà en coalició amb Asamblea Canaria i van obtenir 46.229 vots (6,96%) i 2 escons. Posteriorment ambdós partits s'uniren per a formar Assemblea Canària Nacionalista.